# Gläd dig, du helga kristenhet
Gläd dig, du helga kristenhet är en ursprungligen latinsk julpsalm, Gaude Visceribus som enligt Högmarck (1736) översattes till svenska av Laurentius Petri Nericius. En senare version av Samuel Johan Hedborn från 1813, bearbetad av Johan Olof Wallin 1816 och publicerades i 1819 års psalmbok. I en konkordanstabell för 1819 års psalmer anges att det är samma psalm.
Titelraden ("Gläd tigh tu helga Christenhet") (nr 124) är densamma i 1695 års psalmbok, men innehållet skiljer sig så att det mer är inspirationskällan som omtolkats (en bibeltext?) eller en ny översättning av samma latinska text. 
Dess melodi används inte av någon annan psalm enligt 1697 års koralbok.
Melodin till den nya/andra versionen är enligt 1939 års koralbok skapad i samband med utgivningen av koralboken av okänd upphovsman, vilket innebär att den då fick en helt annan melodi. I 1964 års koralbokstillägg tillskrivs Henry Weman melodin som en komposition från 1938, därtill samma melodi som b-melodin till Verka, tills natten kommer.
|  |
|  |

## Text
| Latinsk text | Swenske songer eller wisor (1536) |
| --- | --- |
| Gaude visceribus mater in intimis. felix ecclesiae quae sacra replicas. sanctae festa mariae. plaudent astra solum mare. Cuius magnifica est generatio. cuius vita sacris claruit actibus cuius finis honorem. summum sine tenet fine. Quae virgo peperit virgoque permanet lactavit propriis uberibus deum portantemque gerebat. ulnis prona trementibus. Felix multiplici laude puerpera. regis porta sui clausa perenniter. mundi stella fluentis. floris virgula regia. Te nunc suppliciter sancta theotocos regis perpetui sponsaque poscimus ut nos semper ubique. miti munere protegas. Sanctis obtineas virgo precatibus pacis praesidium dulce diutine. nobis atque beati. regni dona perennia. Praesta summe pater patris ac unice. amborumque simul spiritus annue. qui regnas deus unus. omni tempore saeculi. | GLäd tich tu helga Christenheet/ aff gudz stora krafft miskund och godheet/ at then som ewig är/ vtwalde een iungfru skäär/ aff henne låt sich födhas här Gud sende sitt buud Gabriel/ han helsade Mariam heel och säl/ och lät henne forstå/ at hon stor nådh skulle få/ och gudz moder warda tå Thet werket gud wel göra kan/ at een iungfru födher barn vtan man/ som han haffuer här hiort/ thetta ärendet är stort/ ther ingen haffuer förra spordt Oss til godho är thetta skeedt/ och gud haffuer ther med sijn nådh beteedt/ han lät födhas then man/ som allom wel hielpa kan/ then nåd werlden när gudi fan O Maria thet är tich wist/ stoor ära at tu födde Jesum Christ/ j then byrd est tu een/ som födde som vtan meen/ oc bleeff än tå een iungfru reen Wist est tu säl o iungfru clar/ at tu Gabriels budskap lydig war/ tu gaff tich gud j sköön/ tich gick wel tes fan tu röön/ och haffuer fåt när gudi löön Giff oss then nådh o herre blijd/ at oss bliffuer fructsam thenna högtijd/ at här må hwar medh sich/ for tijn mildheet tacka tich/ med Maria ewinnelig. |

## Publicerad i
- Swenske Songer eller wisor 1536 med titeln Gläd tich tu helga Christenheet under rubriken "Gaude visceribus".[4]
- Een liten Songbook under rubriken "De beata virgine".[5]
- 1572 års psalmbok med titeln GLädh tigh tu helga Christenheet under rubriken "Gaude visceribus".[6]
- 1695 års psalmbok som nr 124 med samma titelrad men annat innehåll, under rubriken "Jule-högtids Psalmer - Om Christi Födelse".
- 1819 års psalmbok som nr 59 under rubriken "Jesu kärleksfulla uppenbarelse i mänskligheten: Jesu födelse (julpsalmer)".
- Tempeltoner som nr 63 (vers 5 och 6) med titelraden Beseglat är de trognas hopp
- 1937 års psalmbok som nr 59 under rubriken "Jul".